# Ана Марија Кампора
Ана Марија Кампора (19. новембар 1938 — 12. новембар 2015) је била политичарка у Монаку.

## Младост и породица
Ана Марија Кампора је рођена 1938. године. Њен отац, Чарлс Кампора, био је председник ФК Монако, националног фудбалског клуба Монака.  Њен брат близанац, Жан-Луј Кампора, био је председник ФК Монако од 1975. до 2003. и председник Националног савета Монака од 1993. до 2003. 

## Каријера
Ана Марија Кампора је био градоначелница Монака од 1991. до 2003.  Била је прва и једина жена на тој функцији. 

## Смрт
Ана Марија Кампора је преминула 12. новембра 2015.  Њена сахрана одржана је у цркви Сент Чарлс у Монаку.   Сахрани су присуствовали Алберт II од Монака, градоначелник Жорж Марсан, и сви чланови Савета владе .  Ана Марија Кампора је сахрањена у породичној гробници на гробљу у Монаку . 